# タイムオーバー (競馬)

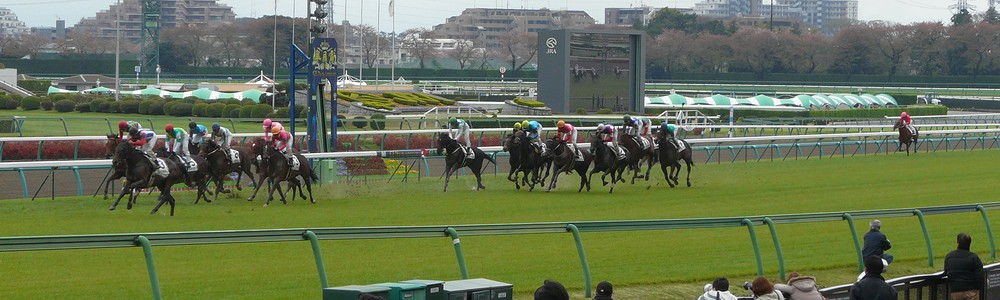
タイムオーバーとなった競走馬（右端）

タイムオーバー（Time Over）とは競馬の競走において、競走馬が1位に入線した馬から一定の時間をおくか、制限時間を超えて決勝線（ゴール板）を踏破すること。またその競走馬に対して一定期間の出走停止処分を科す制度のことである。

## 中央競馬
中央競馬では、八百長防止の観点上、日本中央競馬会（JRA）競馬施行規約第41条および競馬施行規程第81条に「（馬主・調教師は）競走に勝利を得る意志がないのに馬を出走させてはならない」、また競馬施行規程第111条に「騎手は馬の全能力を発揮させなければならない」と定められており、サッカーJリーグやバレーボールVリーグのベストメンバー規定に相当するルールが、古くから徹底されている。

これに沿って、JRA競馬施行規約第63条に「馬が以下の各号に該当するときは、期間を定めて、その馬の出走を停止する」と定められていて、そのうちの第2号「調教が不十分なとき」に該当する馬の出走を防止し、「態勢を立て直す、ないし今後の処遇を考えるための期間を（調教師・馬主に）与える」ため、サラブレッド系の平地競走を対象に1973年（昭和48年）から実施されている。

当初は1着馬の走破タイムから芝コースでは4秒、ダートコースと砂コースでは5秒を超過した場合にタイムオーバーとされた。2003年より距離別に区分され、2012年は芝コースの場合、距離が1400メートル未満ならば3秒、1400メートル以上2000メートル未満ならば4秒、2000メートル以上ならば5秒と設定されており、ダートコースの場合はそれぞれ1秒増しとなる。2005年夏以降新馬戦では制限が緩和され、秋季競馬（通常9月）における3歳未勝利戦（いわゆるスーパー未勝利）では制限が強化される。2019年の変更では、距離区分が、芝コースの場合、1400メートル以下ならば3秒、1400メートル超2000メートル未満ならば4秒、2000メートル以上ならば5秒となった。また、制限が強化されていた、秋季競馬における3歳未勝利戦が廃止となった。

### 制裁

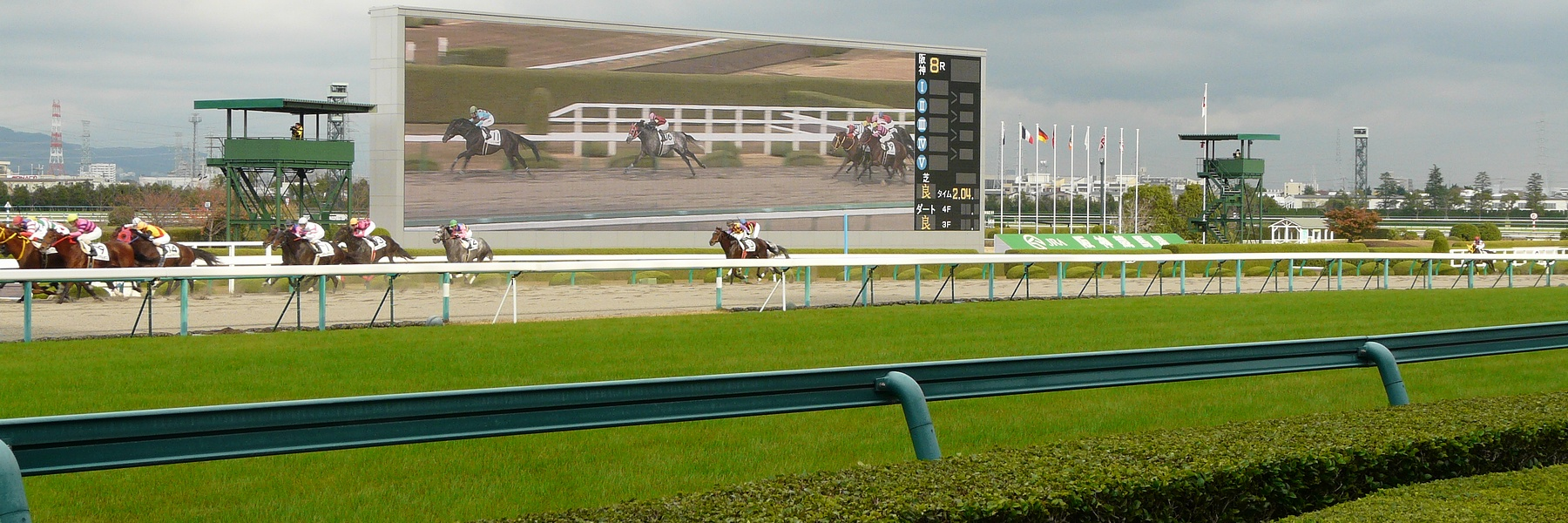
平地競走に出走し
タイムオーバーとなったスプリングゲント（右端）
3週間後に中山大障害に出走した

1973年の導入当初は一律1か月の出走停止処分が科されていた。2002年より未勝利馬に対する制裁が強化され、2012年現在は未勝利馬のタイムオーバー1回目は1か月、2回目は2か月、3回目以上は3か月、それ以外は一律で1か月の出走停止となる。制裁は競走の翌日から適用される。なお出走停止措置は平地競走のみに適用され、平地のタイムオーバーで出走停止中の馬も障害競走には出走できる。

#### 例外
国際招待競走、コースレコードタイムが更新された競走、および障害飛越の失敗による影響が大きい障害競走にはタイムオーバーは適用されない。例として、2022年8月20日の小倉競馬第6競走では1着のヤマニンウルスがJRAの最大着差を更新（4秒3=約21馬身）する大差で勝利したが、レコードタイムであったため、5秒以上離れた5着ダイメイセブン以下11頭は出走停止処置を免れている。国内の平地重賞競走では2019年（平成31年）より、未出走馬および未勝利馬が出走した場合に限りタイムオーバーが適用されることとなった（後述）。
また競走中の疾病や競走中に他馬の影響を受けて遅れて入線した場合などで、裁決委員がやむを得ないと認めた場合には出走停止処置を行わない場合がある。例として、2010年1月11日の中山競馬第4競走における9頭落馬事故で落馬に巻き込まれて遅れて入線したナンヨービクトリーは「他馬の影響を受けた」として出走停止処置をまぬがれている。こうした例外措置は2000年6月より成績表に記載されるようになった。
鼻出血を発症した場合はタイムオーバーは適用されないものの、「鼻出血による出走制限」によりタイムオーバーと同じく1回目は1か月、2回目は2か月、3回目以上は3か月間出走が停止される。
2019年からは「3走成績による平地競走の出走制限」も追加され、未勝利馬が直近3走連続で9着以下の着順に終わった場合、タイムオーバーでなくとも3走目の翌日から2カ月間出走停止となる。ただし未出走馬の初出走戦、競走中止および裁決委員がやむを得ないと認めたときには適用しない。

タイムオーバーとは別に「タイム失格」制度があり、走破タイムが3000メートル以下の距離で5分、3001メートル以上で7分を超過した場合失格となる（障害競走を含む）。なおタイム失格の場合には上記の制裁は適用されず、騎手に対する騎乗停止も基本的には科されない。

### エピソード
後の有馬記念勝ち馬ダイユウサクは初戦（デビュー戦）で勝ち馬から遅れること13秒という惨敗だったが、当時の規定により初戦馬はタイムオーバーの適用を除外されていたため問題はなかった。しかし2戦目も勝ち馬に7秒3遅れ、その際には出走停止処分（当時は全馬一律で1か月）を受けた。
2018年（平成30年）3月4日のGII報知杯弥生賞では、未出走馬のヘヴィータンクが出走し、走破タイムは2分23秒9で大差の最下位で入線。1着ダノンプレミアムから22秒9、ブービーのアサクサスポットからは20秒7も離された。「春のクラシック競走のトライアルには未出走・未勝利馬も出走可能」という番組規定によりこの挑戦が出来たもので、なおかつ平地の重賞競走には従来タイムオーバーが適用されてこなかったが、2019年から、「平地重賞競走であっても未出走馬・未勝利馬が出走する場合、その馬に限って」タイムオーバーを適用すると制度を改めた。

## 地方競馬

### 南関東公営競馬
大井・川崎・船橋・浦和の南関東公営競馬4場では、全てにおいて何某かのタイムオーバー制度が設けられており、該当した馬は一定期間、出走を停止させられる上、停止期間の満了後にタイムオーバーを起こした競馬場から再能力試験を受験することを指定される。タイムオーバーを起こした競馬場の競走に再度出走するには、必ずその競馬場で再能試を受け合格しなければならない。他の3競馬場で再能試を受験した場合、合格してもタイムオーバーを起こした競馬場の競走に出走することはできない。
例えば東京都品川区の大井競馬場を運営する特別区競馬組合では、競走の距離別に制限タイムを設け、その制限タイムを超えて入線した馬が、また設けられていない距離の競走では、著しく遅れて入線した馬がタイムオーバーの対象となり、これを『能力不足』と呼ぶ。能力不足に該当した馬は、2歳馬であれば南関4場を通じて3開催（3週間）、3歳以上の馬は同様に5開催（5週間）、出走することができない。
また、大井以外では出走停止という言葉を使わず、『番組除外』（ばんぐみじょがい）と表現するが、これも施行者により出走を停止させられていることに他ならない。

#### 制限タイム
| サラ系 | 距離  | タイム   |
| サラ系 | 800m  | 55秒0    |
| サラ系 | 1000m | 1分09秒0 |
| サラ系 | 1200m | 1分23秒0 |
| サラ系 | 1400m | 1分37秒0 |
| サラ系 | 1500m | 1分44秒0 |
| サラ系 | 1600m | 1分51秒0 |

なお（オープン競走を除く）特別指定競走は、その競走の出走頭数が9頭以上の場合は8着馬の走破時計、8頭以下の場合は5着馬の走破時計を基準として、前述の日本中央競馬会の基準が適用される。

### 東海公営
愛知県弥富市の名古屋競馬場を運営する愛知県競馬組合、岐阜県羽島郡笠松町の笠松競馬場を運営する岐阜県地方競馬組合でも導入されている。
名古屋および笠松競馬の競走では5着馬の走破時計を基準に、一般格（平場）の競走については4秒1以上、2歳・3歳限定の競走については5秒1以上のタイム差を付けられてゴールした馬をタイムオーバーとする。ただし、次に掲げる競走または馬はタイムオーバーの対象としない。
【競走】ダートグレード競走、スーパープレステージ（東海地区重賞）、プレステージ（東海地区準重賞）、ゴールド（JRA認定）、新馬戦、名古屋チャレンジカップ、記者選抜、騎手交流または選抜（YJS・レディスヴィクトリーラウンド）、その他の特別、選抜競走および施行者が別に定める競走

【馬】 初出走馬、および初出走が名古屋または笠松でなおかつ2戦目以降に初出走時と違う距離を走った2歳馬
タイムオーバーに該当した馬は、当該競走施行日の翌日から起算して20日間、あるいは当該開催の後に開催される名古屋・笠松競馬2開催分の全日程のうち、いずれか日数の少ない期間出走を停止する。1年以内で2回目以降は、同じく30日間または3開催のうち、いずれか日数の少ない期間とする。
名古屋・笠松所属馬が他地区の地方競馬及び中央競馬の競走において、タイムオーバーとなった場合（但し特別指定交流競走でタイムオーバーになった場合は除く）は、当該競走施行日の翌日から起算して20日間、1年以内で2回目以降は同じく30日間の出走停止となる。
さらに、競走調教（能力支障を除く）に関する出走停止処分が通算2回（ただし2歳時の処分を含む場合は通算3回）となるか、鼻出血などの疾病が再発する恐れがあると認められた馬は名古屋・笠松競馬における出走資格が生涯に渡って失われ、他地区に移籍して成績が良化した場合でも名古屋・笠松で行われるダートグレード競走、地方全国ないしは他地区との交流競走に二度と出走できなくなる。

### 兵庫公営
C3クラスの競走およびC3クラスの馬が格上挑戦した場合において、規定の制限タイムかつ3着馬の走破時計から3秒を超えてゴールした馬は、当該競走施行日の翌日から起算して20日間出走を停止する。6ヶ月以内で2回目の場合は40日間、3回目の場合は60日間出走が停止される。 ただし、初出走馬、JRAないし地方他地区との交流競走に出走した馬、競走中の馬体故障及び進路妨害等により裁決委員が特に認めた馬および距離1,870mの競走に出走した馬については、タイムオーバーを免除する。        
| サラ系 | 距離  | タイム   |
| サラ系 | 800m  | 54秒5    |
| サラ系 | 820m  | 56秒0    |
| サラ系 | 1230m | 1分25秒5 |
| サラ系 | 1400m | 1分38秒0 |
| サラ系 | 1500m | 1分45秒0 |
| サラ系 | 1700m | 1分59秒5 |

### 岩手公営
岩手県競馬組合の場合は、1つ前の開催においてタイムオーバーを起こし番組除外となった馬については、出走申込があってもこれを拒否する。施行者を問わず最後に出走した競走で出走停止処分を受け、開催初日までに出走停止期間が満了しない馬についても、同様とする。JRAや他地区からの転入馬で、出走停止期間が30日に満たない場合は、30日とみなして前述の制度を適用する。
また、岩手県競馬組合主催の競走において2回連続タイムオーバーとなった馬については、再調教検査の受検が義務付けられる。
岩手のタイムオーバー基準は、能力検査の合格基準と原則的に同じである。
| サラ | 馬齢    | 開催場 | 距離  | タイム   |
| サラ | 2歳     | 水沢   | 850m  | 58秒0    |
| サラ | 2歳     | 盛岡   | 1000m | 1分08秒0 |
| サラ | 3歳以上 | 盛岡   | 1200m | 1分22秒0 |
| サラ | 3歳以上 | 水沢   | 1300m | 1分29秒0 |